# 2683 Браян
2683 Браян (2683 Brian) — астероїд головного поясу, відкритий 10 січня 1981 року.
Тіссеранів параметр щодо Юпітера — 3,278.